# Schoenionta macilenta
Schoenionta macilenta är en skalbaggsart som först beskrevs av Francis Polkinghorne Pascoe 1867.  Schoenionta macilenta ingår i släktet Schoenionta och familjen långhorningar. Inga underarter finns listade i Catalogue of Life.